# 25 Korpus Zmechanizowany (ZSRR)
25 Korpus Zmechanizowany (ros. 25-й механизированный корпус) – wyższy związek taktyczny wojsk zmechanizowanych Armii Czerwonej okresu II wojny światowej.

## Formowanie
Formowanie Korpusu rozpoczęto w lutym – marcu 1941 roku w Charkowskim Specjalnym Okręgu Wojskowym. Sztab Korpusu rozlokowany był w Charkowie na Ukrainie.

### Skład
- 50 Dywizja Pancerna,
- 55 Dywizja Pancerna,
- 219 Dywizja Zmotoryzowana,
- 12 pułk motocyklowy.

### Wyposażenie
W czerwcu Korpus miał na stanie:
- ok. 300 czołgów, w tym:
  - ok. 20 KW-1/KW-2 i T-34.

### Dowódcy
- generał major Siemion Kriwoszein

### Działania
W lipcu 1941 roku Korpus walczył w składzie Frontu Zachodniego na Białorusi. Korpus został oficjalnie rozformowany 17.08.1941 roku .